# Гин, Моисей Михайлович
Моисей Михайлович (Хаймович) Гин (1919—1984) — советский литературовед. Профессор. Член Союза писателей СССР (с 1955 г.). Заслуженный деятель науки Карельской АССР.

## Биография
Моисей Гин родился в поселке Лозовая Павловка Донецкой губернии в семье служащего.
В 1941 г. окончил филологический факультет Ленинградского университета.
С началом Великой Отечественной войны ушел добровольцем на фронт.
Воевал в партизанском батальоне Ленинградского госуниверситета, в регулярной армии. Лейтенант.
9 июня 1944 г. в бою за овладение высотой песчаные бугры при прорыве первой линии укрепленной полосы финнов, командуя стрелковым взводом, одним из первых преодолел инженерные препятствия. Закрепившись на высоте лейтенант Гин со своим взводом отбил 8 ожесточенных контратак противника. При выбытии из строя командира роты заменил его, был ранен. За данный бой был награждён орденом Красной Звезды.
Также был награждён медалями «За оборону Ленинграда», «За победу над Германией в Великой Отечественной войне 1941—1945 гг.»
С 1950 г. защитил кандидатскую диссертацию и стал работать на кафедре русской и зарубежной литературы Петрозаводского государственного университета.
С 1971 г. — заведующий кафедрой.
В 1967 г. защитил докторскую диссертацию.
Автор 150 научных трудов и монографий.
Главные его труды посвящены творчеству писателя Н. А. Некрасова. Кроме того ряд трудов посвящён литературе Карелии и Русского Севера.
В 1969 г. Карельским книжным издательством был избран сборник его статей «Литература и время», в который вошли труды по русской классической и современной литературе.
М. М. Гин — один из редакторов академического Полного собрания сочинений и писем Н. А. Некрасова.
Был в течение многих лет председателем комиссию по критике Союза писателей Карелии.
Был награждён Почетными грамотами Президиума Верховного Совета и Совета Министров Карелии.

## Избранные труды
- Гин, М. Х. Н. А. Некрасов — литературный критик: Автореф. дис. … канд. филолог. наук / М. Х. Гин ; Ленинградск. гос. ордена Ленина ун-т им. А. А. Жданова. Л., 1950. — 13 с.
- Гин, М. М. Семинарий по Некрасову / М. М. Гин, В. Е. Евгеньев-Максимов ; Ленинград. гос. ун-т; [отв. ред. И. М. Колесницкая]. — Ленинград : Издательство Ленинградского университета, 1955. — 228 с.
- Гин, М. М. Н. А. Некрасов — литературный критик / М. Гин ; Ред. Б. Я. Бухштаб. — Петрозаводск : Государственное издательство Карельской АССР, 1957. — 190 с.
- Гин, М. М. Некрасов — драматург и театральный критик / М. Гин, Вс. Успенский. — Ленинград : Искусство, 1958. — 145 с.
- Гин М. М. Об отношениях Некрасова с народничеством 70-х годов, «Вопр. лит-ры», 1960, № 9
- Гин М. М. Из истории борьбы Некрасова с ложной народностью, в кн.: Некрасовский сборник, т. 3, М. — Л., 1960
- Гин, М. М. О своеобразии реализма Н. А. Некрасова / М. М. Гин. — Петрозаводск : Карельское книжное издательство, 1966. — 268 с. ; 21 см
- Гин, М. Х. Проблемы реализма поэзии Н. А. Некрасова : автореферат диссертации на соискание ученой степени доктора филологических наук / М. Х. Гин. — Ленинград : Ленинградский государственный университет, 1967. — 37 с.
- Гин, М. М. Литература и время : исследования и статьи / М. Гин. — Петрозаводск : Карелия, 1969. — 274 с.
- Гин, М. М. Диккенсовский сюжет у Некрасова / М. М. Гин // Страницы истории русской литературы : к 80-летию члена-корреспондента АН СССР Н. Ф. Бельчикова : [сборник] / Академия наук СССР, Отделение языка и литературы. — Москва, 1971. — С. 136—139
- Гин, М. М. От факта к образу и сюжету : о поэзии Н. А. Некрасова / М. Гин. — Москва : Советский писатель, 1971. — 301 с.
- Гин, М. М. Ленин и традиции пропагандистского стиля / М. Гин // Север. — Петрозаводск, 1980. — № 4. — С. 112—119. — ISSN 01316222
- Достоевский и Некрасов : два мировосприятия / М. М. Гин; [ред. В. Н. Захаров]. — Петрозаводск : Карелия, 1985. — 183 с.